# Смітфілд (Юта)
Смітфілд (англ. Smithfield) — місто (англ. city) в США, в окрузі Кеш штату Юта. Населення — 13 571 особа (2020).

## Географія
Смітфілд розташований за координатами 41°50′5″ пн. ш. 111°49′38″ зх. д. / 41.83472° пн. ш. 111.82722° зх. д. (41.834586, -111.827313).  За даними Бюро перепису населення США в 2010 році місто мало площу 12,90 км², уся площа — суходіл.

## Демографія
Згідно з переписом 2010 року, у місті мешкало 9495 осіб у 2836 домогосподарствах у складі 2408 родин. Густота населення становила 736 осіб/км².  Було 2971 помешкання (230/км²).
Расовий склад населення:
| - 93,9 % — білих - 0,5 % — чорних або афроамериканців - 0,4 % — азіатів - 0,2 % — корінних американців - 0,1 % — вихідців з тихоокеанських островів - 3,2 % — осіб інших рас |

До двох чи більше рас належало 1,7 %. Частка іспаномовних становила 6,0 % від усіх жителів.
За віковим діапазоном населення розподілялося таким чином: 36,5 % — особи молодші 18 років, 54,2 % — особи у віці 18—64 років, 9,3 % — особи у віці 65 років та старші. Медіана віку мешканця становила 28,6 року. На 100 осіб жіночої статі у місті припадало 99,1 чоловіків;  на 100 жінок у віці від 18 років та старших — 99,5 чоловіків також старших 18 років.
Середній дохід на одне домашнє господарство  становив 65 740 доларів США (медіана — 57 593), а середній дохід на одну сім'ю — 71 354 долари (медіана — 63 354). Медіана доходів становила 46 918 доларів для чоловіків та 34 992 долари для жінок. За межею бідності перебувало 5,6 % осіб, у тому числі 5,8 % дітей у віці до 18 років та 4,3 % осіб у віці 65 років та старших.
Цивільне працевлаштоване населення становило 4573 особи. Основні галузі зайнятості: освіта, охорона здоров'я та соціальна допомога — 25,4 %, виробництво — 21,1 %, науковці, спеціалісти, менеджери — 11,5 %, роздрібна торгівля — 10,3 %.